# روبرت كين (سياسي)
روبرت كين هو أمين صندوق البنك وسياسي أمريكي، ولد في 28 سبتمبر 1893 في Elberon, New Jersey ‏ في الولايات المتحدة، وتوفي في 21 سبتمبر 1980 في ليفنجستون ‏ في الولايات المتحدة بسبب نوبة قلبية. نشط حزبياً في الحزب الجمهوري.

## مناصب
- انتخب رئيس مجلس الإدارة (1959 – 1962).
- انتخب رئيس مجلس الإدارة (1959 – 1961).
- انتخب مندوب [الإنجليزية]‏ (1936 – ).
- انتخب عضو مجلس النواب الأمريكي [الإنجليزية]‏.